# 아나르칼리 아카르샤
아나르칼리 아카르샤(싱할라어: අනර්කලී ආකර්ෂා, 영어: Anarkali Akarsha, 1987년 7월 12일 ~ )는 스리랑카의 배우, 모델, 가수, 텔레비전 사회자, 정치인이다. 2004 미스 스리랑카 우승자이며, 2004 미스 월드에 스리랑카 대표로 참가했다.